# Pterocephalus lignosus
Pterocephalus lignosus är en tvåhjärtbladig växtart som beskrevs av Josef Franz Freyn och Bornm. Pterocephalus lignosus ingår i släktet Pterocephalus och familjen Dipsacaceae. Inga underarter finns listade i Catalogue of Life.